# FC Dinamo București în sezonul 1987-1988
Sezonul 1987-88 este al 39-lea sezon pentru FC Dinamo București în Divizia A. Dinamo s început perfect campionatul, câștigând primele 10 meciuri consecutive. Abia în etapa a 11-a a venit primul eșec (și singurul în campionat), 1-2 în fața Politehnicii Timișoara. În Cupa României, Dinamo a ajuns în finală unde a înfruntat pe Steaua. La scorul de 1-1, în ultimul minut de joc, Steaua a înscris prin Gavril Balint, golul a fost anulat pentru ofsaid, iar ca protest steliștii s-au retras de pe teren. Trofeul i-a fost atribuit lui Dinamo, dar în zilele următoare Federația Română a decis ca scorul meciului să fie 2-1 pentru Steaua care să primească astfel Cupa. După Revoluția din 1989, Steaua i-a returnat trofeul lui Dinamo care a refuzat să îl mai primească. În Europa, Dinamo este eliminată în primul tur al Cupei Cupelor de echipa belgiană YR KV Mechelen, viitoarea câștigătoare a trofeului.

## Rezultate
| Divizia A | Divizia A          | Divizia A          | Divizia A | Divizia A |
| Etapa     | Data               | Adversar           | Stadion   | Rezultat  |
| --------- | ------------------ | ------------------ | --------- | --------- |
| 1         | 23 august 1987     | Petrolul Ploiești  | acasă     | 5-0       |
| 2         | 26 august 1987     | FCM Brașov         | deplasare | 2-0       |
| 3         | 6 septembrie 1987  | Sportul Studențesc | acasă     | 2-1       |
| 4         | 10 septembrie 1987 | Flacăra Moreni     | deplasare | 1-0       |
| 5         | 20 septembrie 1987 | FC Argeș           | acasă     | 4-0       |
| 6         | 23 septembrie 1987 | Victoria București | deplasare | 3-2       |
| 7         | 4 octombrie 1987   | ASA Târgu Mureș    | acasă     | 2-1       |
| 8         | 11 octombrie 1987  | SC Bacău           | deplasare | 2-1       |
| 9         | 17 octombrie 1987  | U Craiova          | acasă     | 3-1       |
| 10        | 31 octombrie 1987  | CSM Suceava        | deplasare | 3-1       |
| 11        | 8 noiembrie 1987   | Poli Timișoara     | deplasare | 1-2       |
| 12        | 24 noiembrie 1987  | U Cluj             | acasă     | 4-0       |
| 13        | 28 noiembrie 1987  | Rapid București    | deplasare | 1-0       |
| 14        | 2 decembrie 1987   | Steaua București   | acasă     | 0-0       |
| 15        | 6 decembrie 1987   | Corvinul Hunedoara | deplasare | 3-2       |
| 16        | 13 decembrie 1987  | Oțelul Galați      | acasă     | 3-1       |
| 17        | 17 decembrie 1987  | FC Olt Scornicești | deplasare | 0-0       |
| 18        | 6 martie 1988      | Petrolul Ploiești  | deplasare | 2-0       |
| 19        | 13 martie 1988     | FCM Brașov         | acasă     | 5-1       |
| 20        | 19 martie 1988     | Sportul Studențesc | deplasare | 2-1       |
| 21        | 3 aprilie 1988     | Flacăra Moreni     | acasă     | 2-0       |
| 22        | 9 aprilie 1988     | FC Argeș           | deplasare | 3-0       |
| 23        | 17 aprilie 1988    | Victoria București | acasă     | 2-0       |
| 24        | 24 aprilie 1988    | ASA Târgu Mureș    | deplasare | 2-0       |
| 25        | 27 aprilie 1988    | SC Bacău           | acasă     | 3-1       |
| 26        | 1 mai 1988         | U Craiova          | deplasare | 3-1       |
| 27        | 8 mai 1988         | CSM Suceava        | acasă     | 9-1       |
| 28        | 14 mai 1988        | Poli Timișoara     | acasă     | 6-0       |
| 29        | 22 mai 1988        | U Cluj             | deplasare | 4-1       |
| 30        | 25 mai 1988        | Rapid București    | acasă     | 5-2       |
| 31        | 8 iunie 1988       | Steaua București   | deplasare | 3-3       |
| 32        | 12 iunie 1988      | Corvinul Hunedoara | acasă     | 8-2       |
| 33        | 19 iunie 1988      | Oțelul Galați      | deplasare | 3-0       |
| 34        | 22 iunie 1988      | FC Olt Scornicești | acasă     | 6-0       |

| Cupa României | Cupa României     | Cupa României      | Cupa României | Cupa României |
| Etapa         | Data              | Adversar           | Stadion       | Rezultat      |
| ------------- | ----------------- | ------------------ | ------------- | ------------- |
| șaisprezecimi | 28 februarie 1988 | Montana Sinana     | deplasare     | 2-1           |
| optimi        | 4 mai 1988        | Progresul Brăila   | Buzău         | 4-1           |
| sferturi      | 5 iunie 1988      | Corvinul Hunedoara | Brașov        | 4-2           |
| semifinale    | 15 iunie 1988     | Victoria București | București     | 4-2           |
| finala        | 26 iunie 1988     | Steaua București   | București     | 1-2           |

| Legendă    |
| ---------- |
| victorie   |
| egal       |
| înfrângere |

## Finala Cupei României
| 26 iunie 1988 19:00 | Dinamo București     | 1 – 2 | Steaua București                     | Stadionul 23 August, București Spectatori: 45.000 Arbitru: Radu Petrescu (Brașov) |
| 26 iunie 1988 19:00 | Florin Răducioiu 87' |       | Marius Lăcătuș 27' Gavril Balint 90' | Stadionul 23 August, București Spectatori: 45.000 Arbitru: Radu Petrescu (Brașov) |

| DINAMO:        |                      |     |
|                |                      |     |
| P              | 1.Dumitru Moraru     |     |
| F              | 2.Iulian Mihăescu    | 46' |
| F              | 4.Mircea Rednic      |     |
| F              | 6.Ioan Andone        |     |
| F              | 3.Ioan Varga         |     |
| M              | 11.Dănuț Lupu        |     |
| M              | 5.Ionuț Lupescu      |     |
| M              | 10.Dorin Mateuț      |     |
| M              | 8.Costel Orac        | 82' |
| A              | 9.Rodion Cămătaru    |     |
| A              | 7.Claudiu Vaișcovici |     |
| Înlocuiri:     |                      |     |
| F              | 17.Lică Movilă       | 46' |
| A              | 16.Florin Răducioiu  | 82' |
| Antrenor:      |                      |     |
| Mircea Lucescu |                      |     |

| STEAUA:           |                      |     |
|                   |                      |     |
| P                 | 1.Gheorghe Liliac    |     |
| F                 | 2.Ștefan Iovan       |     |
| F                 | 6Adrian Bumbescu     |     |
| F                 | 4.Miodrag Belodedici |     |
| F                 | 8.Iosif Rotariu      |     |
| M                 | 3.Lucian Bălan       |     |
| M                 | 5.Tudorel Stoica     |     |
| M                 | 11.Gheorghe Popescu  |     |
| M                 | 10.Gheorghe Hagi     |     |
| A                 | 9.Victor Pițurcă     | 52' |
| A                 | 7.Marius Lăcătuș     |     |
| Înlocuiri:        |                      |     |
| A                 | 14.Gavril Balint     | 52' |
| Antrenor:         |                      |     |
| Anghel Iordănescu |                      |     |

## Cupa Cupelor
Turul întâi
| 16 septembrie 1987 | YR KV Mechelen | 1 – 0 | Dinamo București | Derriere les Casernes, Mechelen Spectatori: 12.000 Arbitru: Aspitarte (Spania) |
| 16 septembrie 1987 | Den Boer 50'   |       | Lică Movilă 45'  | Derriere les Casernes, Mechelen Spectatori: 12.000 Arbitru: Aspitarte (Spania) |

| 30 septembrie 1987 | Dinamo București | 0 – 2                    | YR KV Mechelen | Stadionul Dinamo, București Spectatori: 20.000 Arbitru: D'Elia (Italia) |
| 30 septembrie 1987 |                  | Hofkens 39' Den Boer 71' |                | Stadionul Dinamo, București Spectatori: 20.000 Arbitru: D'Elia (Italia) |

KV Mechelen s-a calificat mai departe cu scorul general de 3-0.

## Echipa
Portari: Dumitru Moraru, Florin Prunea, Bogdan Stelea.
Fundași: Ioan Andone, Bogdan Bucur, Vasile Jercălău, Iulian Mihăescu, Lică Movilă, Alexandru Nicolae, Mircea Rednic, Ioan Varga.
Mijlocași: Ilie Balaci, Gheorghe Dumitrașcu, Ionuț Lupescu, Dănuț Lupu, Dorin Mateuț, Costel Orac, George Timiș.
Atacanți: Rodion Cămătaru, Marian Damaschin, Florin Răducioiu, Claudiu Vaișcovici.

## Transferuri
Dinamo îl aduce în retur pe Claudiu Vaișcovici, atacantul Victoriei București care avea să marcheze în partea a doua a campionatului 22 de goluri în tricoul alb-roșu.